# Isothrix barbarabrownae
Isothrix barbarabrownae — вид гризунів родини Голчастих щурів.

## Поширення
Цей вид відомий тільки з тропічного лісу на 1900 м в біосферному заповіднику Ману, Перу. Уподобання проживання і екологічні вимоги цього виду невідомі, хоча хмарний ліс простягається на кілька сотень метрів вище і нижче запису. Як відомо, мешкає на крутих схилах та придорожніх місцях проживання.

## Звички
Споживає фрукти та горіхи. Веде нічний спосіб життя

## Загроза та охорона
Загрози для цього виду, якщо такі є, невідомо. Цей вид зустрічається в біосферному заповіднику Ману.